# Nowy port lotniczy Sapporo-Chitose
Nowy port lotniczy Sapporo-Chitose (jap. 新千歳空港 Shin-Chitose Kūkō; IATA: CTS, ICAO: RJCC) – międzynarodowy port lotniczy położony 45 km na południe od centrum Sapporo i 5 km na południe od centrum Chitose, na wyspie Hokkaido, w Japonii. Największe lotnisko na Hokkaido. Obsługuje przede wszystkim ruch krajowy.

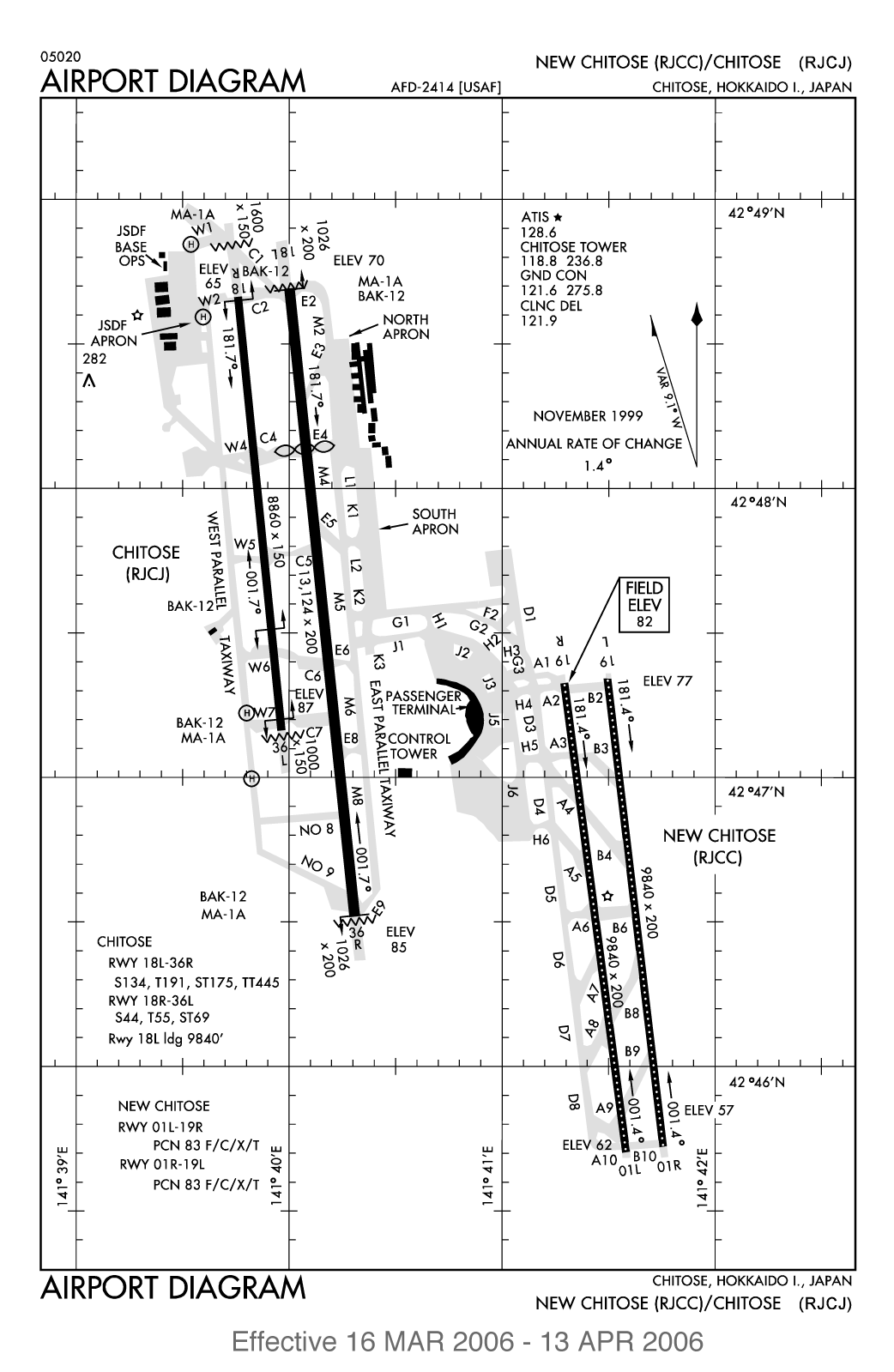
mapa lotniska

Port lotniczy posiada jeden większy terminal krajowy o kształcie półokręgu z osiemnastoma bramkami oraz mniejszy terminal międzynarodowy wyposażony w sześć bramek. 
Począwszy od 2005 Nowy port lotniczy Chitose jest trzecim najbardziej ruchliwym (liczba odprawionych pasażerów) lotniskiem w Japonii (po Naricie i Tokio-Haneda) i zajmował 64. miejsce na świecie. W 2010 trasa o długości 894 km między Chitose i Tokio-Haneda była najbardziej obciążoną linią lotniczą świata z 8,8 mln przewiezionych pasażerów (na 13,2 mln dostępnych miejsc).

## Linie lotnicze i połączenia
Lotnisko obsługiwane jest przez 31 linii lotniczych, oferujących bezpośrednie połączenia do 42 portów lotniczych w Azji:
| Linia lotnicza             | Kierunek |
| -------------------------- | --- |
| AirAsia X                  | 1. Kuala Lumpur |
| Air Busan                  | 1. Pusan 2. Seul-Inczon |
| Air China                  | 1. Pekin-Capital |
| Air Do                     | 1. Fukuoka 2. Kobe 3. Nagoja 4. Sendai 5. Tokio-Haneda |
| Air Seoul                  | 1. Seul-Inczon |
| All Nippon Airways         | 1. Fukuoka 2. Kobe 3. Komatsu 4. Osaka-Itami 5. Osaka-Kansai 6. Tokio-Haneda 7. Tokio-Narita Sezonowo: 1. Naha |
| ANA Wings                  | 1. Akita 2. Aomori 3. Fukuoka 4. Fukushima 5. Hakodate 6. Hiroshima 7. Kushiro 8. Memanbetsu 9. Nagoja 10. Nakashibetsu 11. Niigata 12. Osaka-Itami 13. Osaka-Kansai 14. Sendai 15. Toyama 16. Wakkanai Sezonowo: 1. Kobe 2. Okayama 3. Rishiri 4. Shizuoka |
| Asiana Airlines            | 1. Seul-Inczon |
| Cathay Pacific             | 1. Hongkong |
| China Airlines             | 1. Tajpej-Taoyuan |
| China Eastern Airlines     | 1. Szanghaj-Pudong |
| Eastar Jet                 | 1. Seul-Inczon |
| EVA Air                    | 1. Tajpej-Taoyuan |
| Fuji Dream Airlines        | 1. Matsumoto 2. Shizuoka 3. Yamagata |
| Hainan Airlines            | 1. Hangzhou |
| Hong Kong Airlines         | 1. Hongkong |
| Ibex Airlines              | 1. Sendai |
| J-Air                      | 1. Aomori 2. Hanamaki 3. Kagoshima 4. Memanbetsu 5. Niigata 6. Osaka-Itami 7. Sendai Sezonowo: 1. Izumo 2. Kitakyushu |
| Japan Airlines             | 1. Fukuoka 2. Hiroshima 3. Nagoja 4. Osaka-Itami 5. Osaka-Kansai 6. Tokio-Haneda |
| Jeju Air                   | 1. Seul-Inczon Sezonowo: 1. Muan |
| Jetstar Japan              | 1. Nagoja 2. Osaka-Kansai 3. Tokio-Narita |
| Jin Air                    | 1. Pusan 2. Seul-Inczon |
| Juneyao Air                | 1. Szanghaj-Pudong |
| Korean Air                 | 1. Seul-Inczon |
| Malaysia Airlines          | 1. Kuala Lumpur |
| Peach                      | 1. Fukuoka 2. Nagoja 3. Naha 4. Osaka-Kansai 5. Sendai 6. Tokio-Narita |
| Scoot                      | 1. Singapur 2. Tajpej-Taoyuan |
| Shenzhen Airlines          | 1. Shenzhen |
| Singapore Airlines         | Sezonowo: 1. Singapur |
| Skymark Airlines           | 1. Fukuoka 2. Ibaraki 3. Kobe 4. Nagoja 5. Tokio-Haneda |
| Spring Airlines            | 1. Szanghaj-Pudong |
| Spring Airlines Japan      | 1. Tokio-Narita |
| Starlux Airlines           | 1. Tajpej-Taoyuan |
| Thai AirAsia X             | 1. Bangkok-Suvarnabhumi |
| Thai Airways International | 1. Bangkok-Suvarnabhumi |
| Tigerair Taiwan            | 1. Tajpej-Taoyuan |
| T'way Air                  | 1. Daegu 2. Seul-Inczon |

## Komunikacja naziemna

### Kolej
Przy porcie lotniczym znajduje się stacja kolejowa Nowy Port Lotniczy Chitose (Shin-Chitose-Kūkō), do której dochodzi obsługiwana przez Koleje Hokkaido (JR Hokkaido Railways Co) linia:
- ■ Boczna Linia Shin-Chitose-Kūkō

Pociągami można dojechać do stacji Minami-Chitotse i dalej do Sapporo. Podróż do Sapporo trwa ekspresem 15 min, a pociągiem pospiesznym ok. 36 min (w godzinach wczesnorannych kursują pociągi osobowe, które jadą ok. 60 min).

### Autobusy
Przy porcie lotniczym mają swoje przystanki autobusy JR Hokkaido Bus linii:
- Chuo Bus
- Hokuto Kotsu
- Donan Bus

### Samochód/taksówka
Przejazd z lotniska do śródmieścia Sapporo trwa ok. 1 h, a do Tomakomai ok. 30 min.